# أشغال عامة

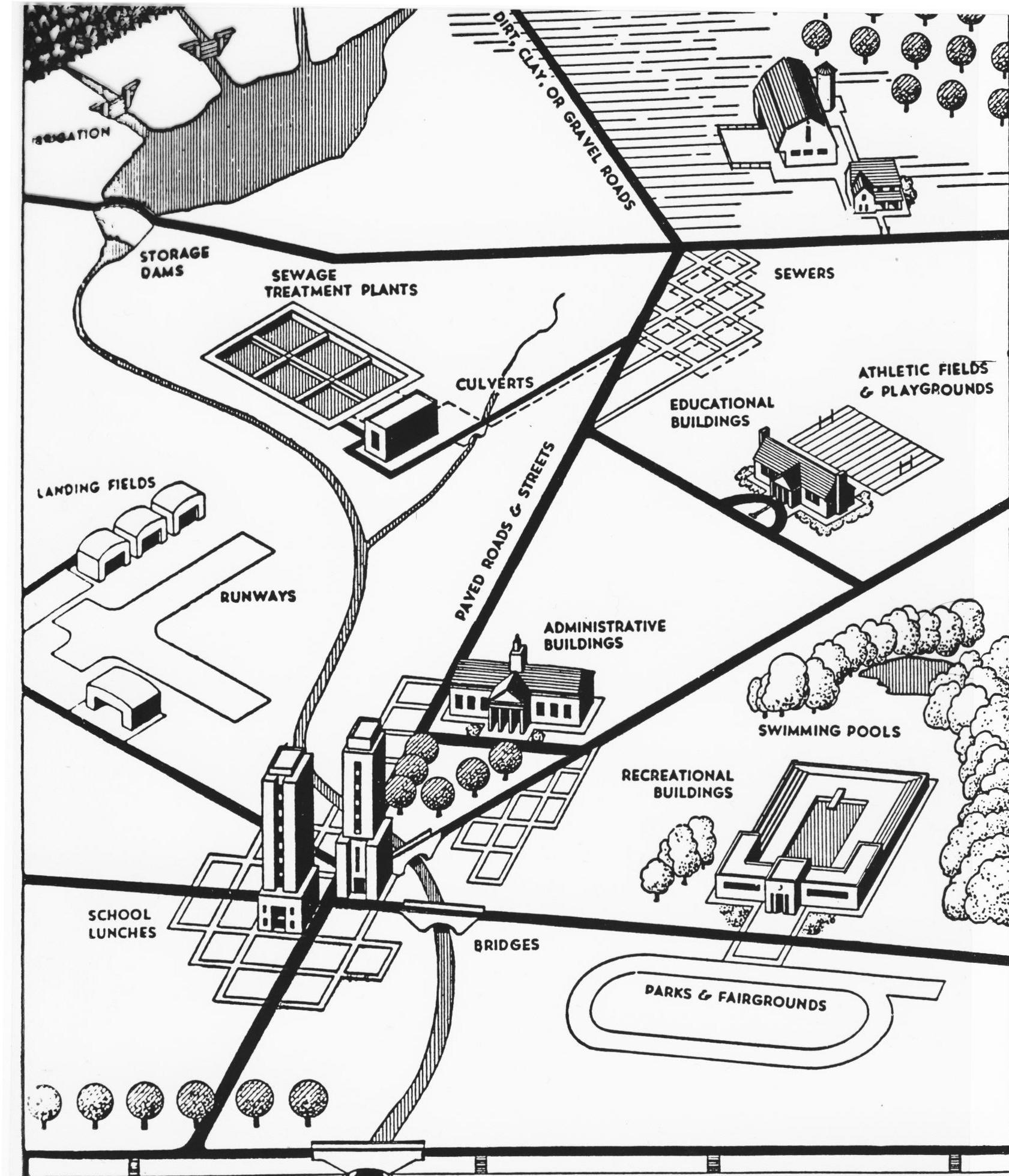
ملصق للحكومة الأمريكية من عام 1940 ، يلخص إنجازات إدارة تقدم الأعمال.

الأشغال العامة تحتوي على فئة واسعة من مشاريع البنية التحتية، تمولها وتشيدها الحكومة، لغرض استخدامها في الترفيه والتوظيف والصحة والسلامة في المجتمع الأكبر. وتشمل المباني العامة (مباني البلدية [الإنجليزية] والمدارس والمستشفيات) والبنية التحتية للنقل ( الطرق والسكك الحديدية والجسور وخطوط الأنابيب والقنوات والموانئ والمطارات) والأماكن العامة ( الميادين العامة والحدائق والشواطئ) والخدمات العامة ( إمدادات المياه ومعالجتها، معالجة مياه الصرف الصحي، الشبكة الكهربائية ، السدود)، وغيرها من الأصول والمرافق المادية التي عادة ما تكون طويلة الأجل. على الرغم من أنه في كثير من الأحيان قابلة للتبادل مع البنية التحتية العامة ورأس المال العام، لا تحمل الأشغال العامة بالضرورة مكونًا اقتصاديًا، وبالتالي فهي مصطلح أوسع.
تم تشجيع الأشغال العامة منذ العصور القديمة. على سبيل المثال، شجع الإمبراطور الروماني نيرون على بناء مشاريع البنية التحتية المختلفة خلال الانكماش على نطاق واسع.

## نظرة عامة
الأشغال العامة مفهوم متعدد الأبعاد في الاقتصاد والسياسة ، يمس الساحات المتعددة بما في ذلك: الترفيه (الحدائق، الشواطئ)، الجماليات (الأشجار، المساحات الخضراء)، الاقتصاد (حركة البضائع والأفراد، الطاقة)، القانون (الشرطة والمحاكم) و الحي (المراكز المجتمعية، مباني الخدمات الاجتماعية). أساسا، هي تمثل أي كائن مُشَيَّد الذي يُقَوِّي البنية التحتية المادية للأمة.
عادةً تمثل البنية التحتية للبلدية والبنية التحتية الحضرية والتنمية الريفية نفس المفهوم ولكنها تعني إما اهتمامات المدن الكبيرة أو الدول النامية على التوالي. يتم استخدام مصطلحات البنية التحتية العامة أو البنية التحتية الحرجة في بعض الأحيان بالتبادل. ومع ذلك، تشمل البنية التحتية الحيوية الأشغال العامة (السدود، شبكات مياه الصرف الصحي، الجسور، إلخ.) بالإضافة إلى المرافق مثل المستشفيات والبنوك وأنظمة الاتصالات السلكية واللاسلكية ومشاهدتها من وجهة نظر الأمن القومي وتأثيرها على المجتمع حيث أن فقدان هذه البنية التحتية سوف يتبعها حتما خلل في عمل المرافق.

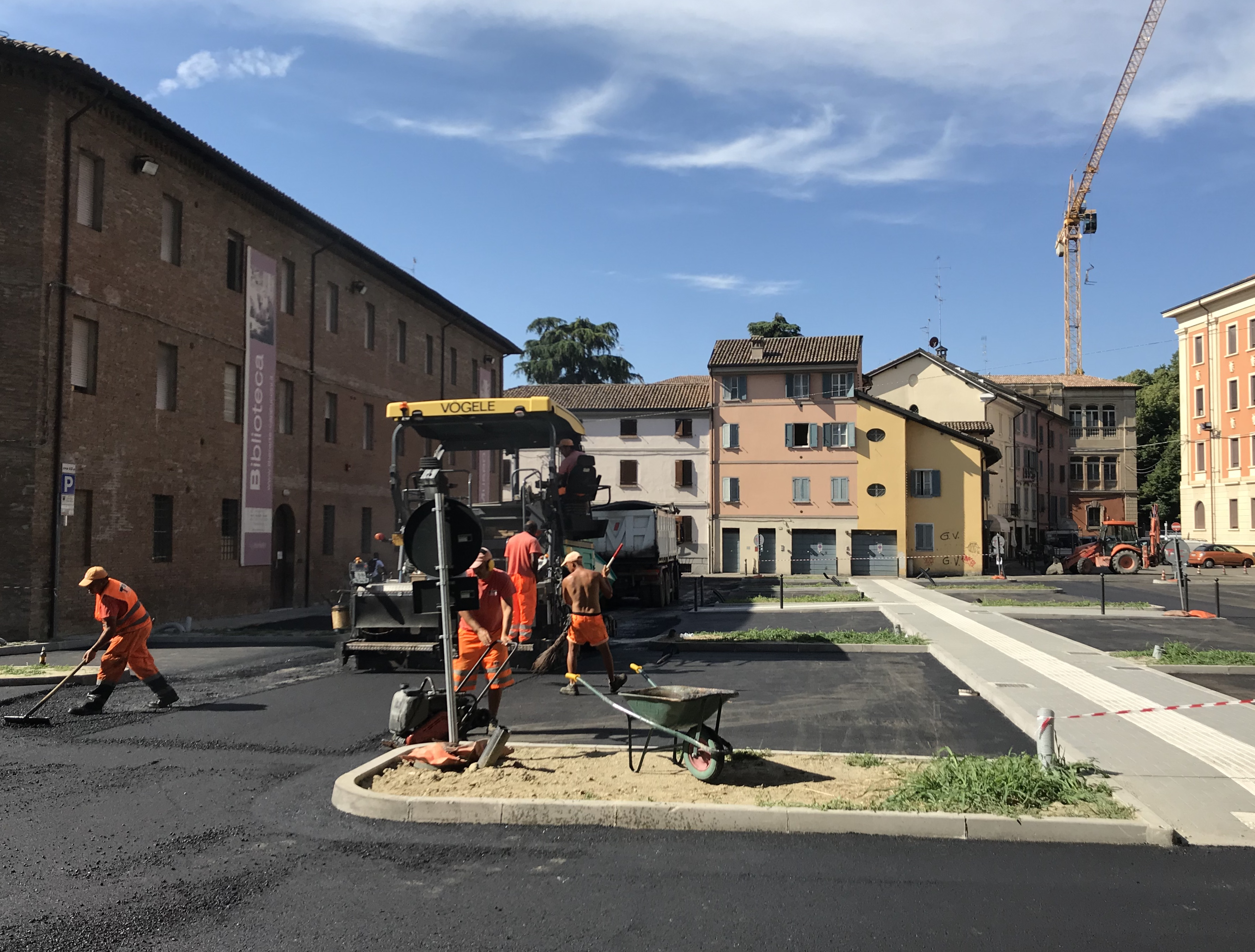
الأشغال العامة في ريجيو إميليا ، إميليا رومانيا ، إيطاليا

تم توسيع مصطلح الأشغال العامة ليشمل مشاريع البنية التحتية العامة الرقمية. على سبيل المثال، في الولايات المتحدة ، يمثل أول مشروع للأشغال العامة الرقمية على مستوى البلاد محاولة لإنشاء منصة برمجية مفتوحة المصدر للتصويت الإلكتروني (تم إنشاؤها وإدارتها مؤسسة التصويت الرقمي المفتوح المصدر).
تعكس المخاوف المتزايدة بشأن الاستدامة والبيئة الحضرية وجودة الحياة، والجهود المبذولة للتحرك نحو البنية التحتية المستدامة للبلدية شائعة في الدول المتقدمة، وخاصة في الاتحاد الأوروبي وكندا (حيث يوفر دليل البنية التحتية لاتحاد البلديات الكندية [الإنجليزية] أفضل الممارسات ومعتمدًا رسميًا لنقل البلديات في هذا التوجه).

## برامج الأشغال العامة
إن برنامج التوظيف العام (PEP) أو «برنامج الأشغال العامة (PWP)» هو توفير العمل عن طريق إنشاء سلع عامة في الغالب بأجر محدد للذين هم غير قادرين على إيجاد عمل بديل. هذا يعمل كشكل من أشكال التكافل الاجتماعي [الإنجليزية] . برامج الأشغال العامة هي الأنشطة التي تستلزم دفع أجر (نقدًا أو عينيًا) من قِبل الدولة أو من قِبل وكيل (أو نقود مقابل العمل / CFW). أصبح شكل معين من أشكال الأشغال العامة، وهو تقديم فترة عمل قصيرة الأجل، مهيمنًا على الممارسات، خاصة في مناطق مثل أفريقيا جنوب الصحراء الكبرى . يتم تطبيقها على المدى القصير، وهذا مناسب كرد فعل على الصدمات المؤقتة وأزمات سوق العمل الحادة.
يعتبر الاستثمار في مشاريع الأشغال العامة من أجل تحفيز الاقتصاد العام تدبيرا سياسيا شائعا منذ الأزمة الاقتصادية في الثلاثينيات. ومن الأمثلة الحديثة على ذلك برنامج التحفيز الاقتصادي الصيني 2008-2009 ، وخطة تحفيز الاتحاد الأوروبي لعام 2008 ، وقانون الانتعاش وإعادة الاستثمار الأمريكي لعام 2009 .

## فائدة الاستثمار
الاستثمار في رأس المال في الأشغال العامة يمكن استخدامه للحد من البطالة، فإن معارضي برامج التحسين الداخلي يجادلون بأن مثل هذه المشروعات يجب أن يقوم بها القطاع الخاص ، وليس القطاع العام ، لأن مشاريع الأشغال العامة غالباً ما تكون غير فعالة ومكلفة دافعي الضرائب. علاوة على ذلك، يجادل البعض بأن الأشغال العامة، عندما تستخدمها الحكومة بشكل مفرط، هي سمة من سمات الاشتراكية وغيرها من أشكال الحكم الشمولي أو الجماعي بسبب سياسات «الضرائب والإنفاق» والبيروقراطية المفرطة. ومع ذلك، في القطاع الخاص، يتحمل رواد الأعمال خسائرهم الخاصة وبالتالي فإن شركات القطاع الخاص غير مستعدة عمومًا للقيام بمشاريع قد تؤدي إلى خسائر أو لن تؤدي إلى نمو في الإيرادات. ستستثمر الحكومات في الأشغال العامة بسبب المنفعة العامة للمجتمع عندما يكون هناك نقص في منافع القطاع الخاص (مشروع لن يولد إيرادات) أو إذا كانت المخاطرة كبيرة للغاية بحيث لا يمكن لشركة خاصة قبولها بمفردها.
وفقًا للأبحاث التي أجريت في جامعة ألبورج ، فإن 86٪ من مشاريع الأشغال العامة ينتهي بها الأمر إلى تجاوز التكاليف. بعض النتائج غير المتوقعة من البحث هي:
- لم تكن المشروعات الصعبة من الناحية الفنية تتجاوز الميزانية أكثر من المشروعات الأقل صعوبة
- تبين أن المشروعات التي تأثر فيها عدد أكبر من الأشخاص بشكل مباشر وغير مباشر بالمشروع أكثر عرضة للتجاوزات في التكاليف
- عمومًا، لم يتعلم مديرو المشاريع من مشاريع مماثلة حاولت في الماضي [4][5]

بشكل عام، ستشمل العقود الممنوحة من قبل المناقصات العامة مخصصات للنفقات غير المتوقعة (أي تجاوزات التكاليف) ، والتي عادة ما تصل إلى 10 ٪ من قيمة العقد. يتم إنفاق هذه الأموال فقط خلال فترة المشروع إذا رأى مديرو الإنشاءات أن ذلك ضروري، وعادةً ما يجب تبرير النفقات كتابةً.

## روابط خارجية
- جمعية الأشغال العامة الأمريكية - المجتمع المهني